# Jan Lindenau
Jan Lindenau (Lubecca, 14 giugno 1979) è un politico tedesco, sindaco di Lubecca dal 1º maggio 2018.